# Flick of the Switch
Flick of the Switch – dziewiąty album studyjny australijskiego zespołu AC/DC, wydany 15 sierpnia 1983 roku. Album został wyprodukowany przez AC/DC samodzielnie i osiągnął 4. w Wielkiej Brytanii oraz 15. pozycję w USA.
Po problemach z innym członkami zespołu, perkusista Phil Rudd został wyrzucony w trakcie sesji nagraniowych, ale zdążył nagrać większość swoich partii na perkusji. Jeszcze przed wydaniem albumu został zastąpiony przez Simona Wrighta, który udziela się dopiero na teledyskach do trzech singli z tego albumu, "Flick of the Switch", "Nervous Shakedown" i "Guns for Hire".

## Lista utworów
1. "Rising Power" – 3:45
2. "This House Is on Fire" – 3:25
3. "Flick of the Switch" – 3:15
4. "Nervous Shakedown" – 4:29
5. "Landslide" – 3:59
6. "Guns for Hire" – 3:26
7. "Deep in the Hole" – 3:21
8. "Bedlam in Belgium" – 3:54
9. "Badlands" – 3:40
10. "Brain Shake" – 4:09

- Kompozytorami wszystkich utworów są Angus Young, Malcolm Young, i Brian Johnson.

## Wykonawcy
- Angus Young – gitara prowadząca
- Malcolm Young – gitara rytmiczna
- Brian Johnson – śpiew
- Phil Rudd – perkusja
- Cliff Williams – gitara basowa